# Ringg von Baldenstein

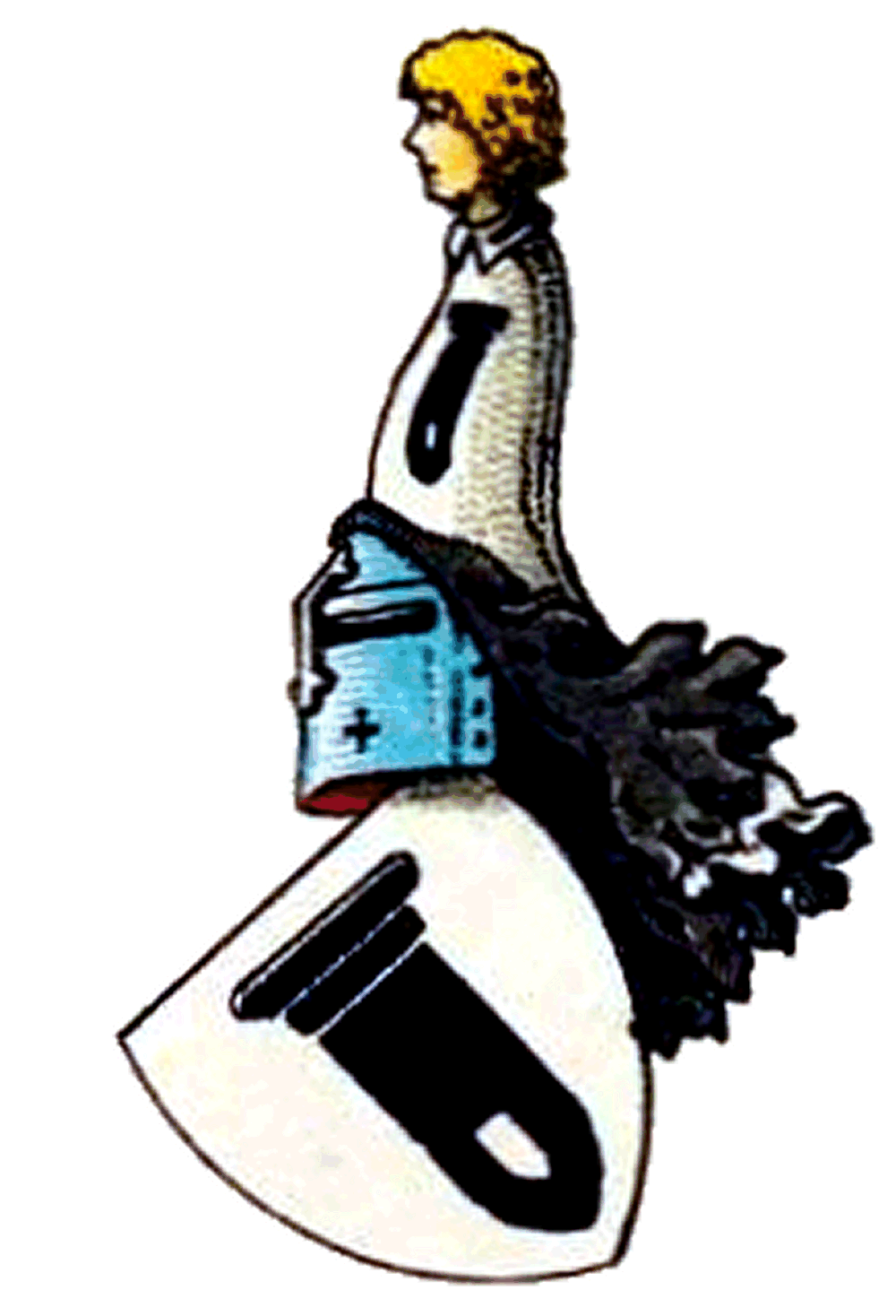
Wappen der Ringg

Die Bündner Adelsfamilie Ringg von Baldenstein (auch in den Schreibweisen Rink, Rinck, Ringk, Ring, Rhynck, Ringt, Ryngk, Ringkh, Rinckh, fälschlich auch manchmal als »von Balderstein« wiedergegeben) stammt aus Sils im Domleschg in der Region Viamala des Kantons Graubünden in der Schweiz.

## Burgen

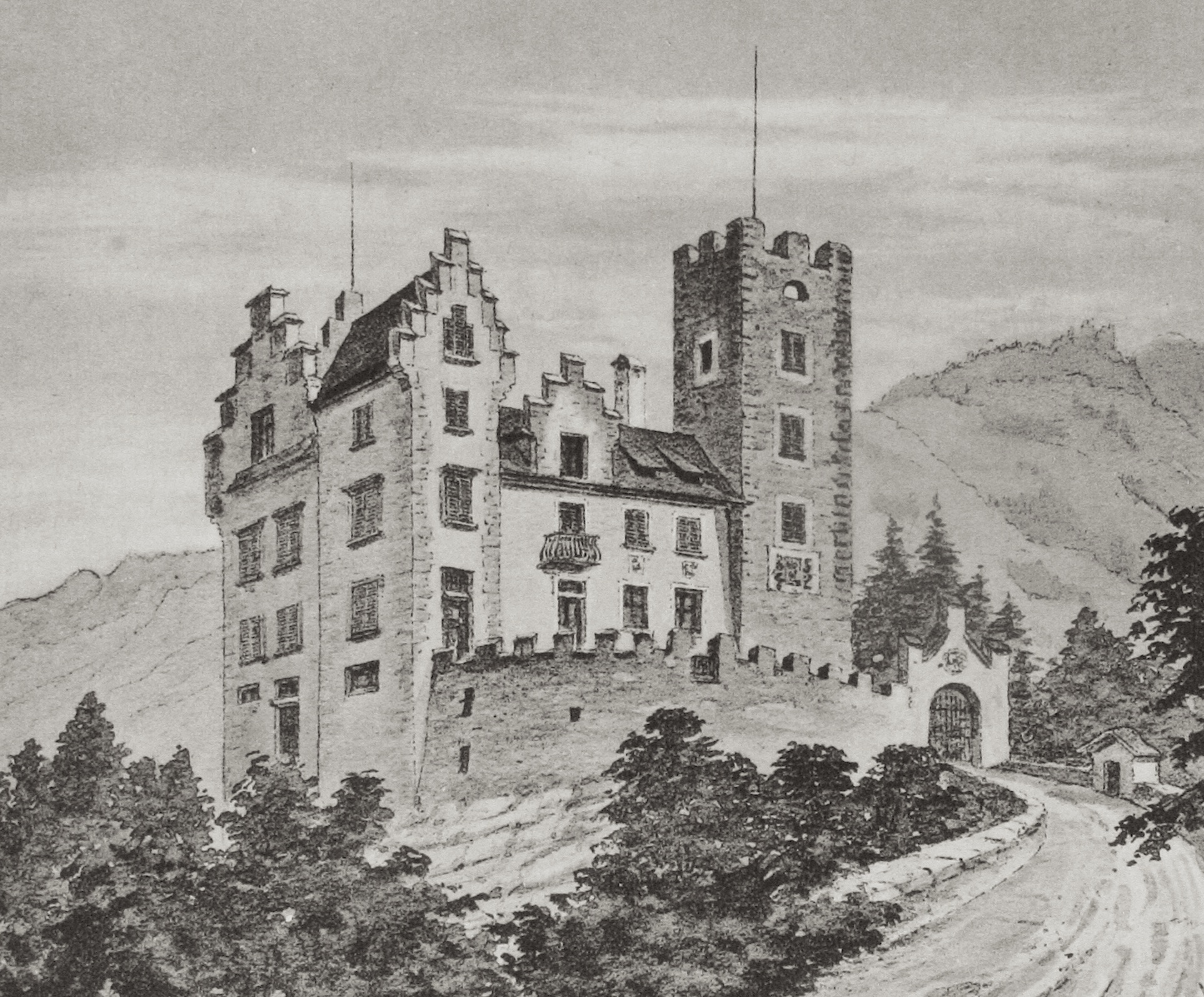
Schloss Baldenstein in Graubünden

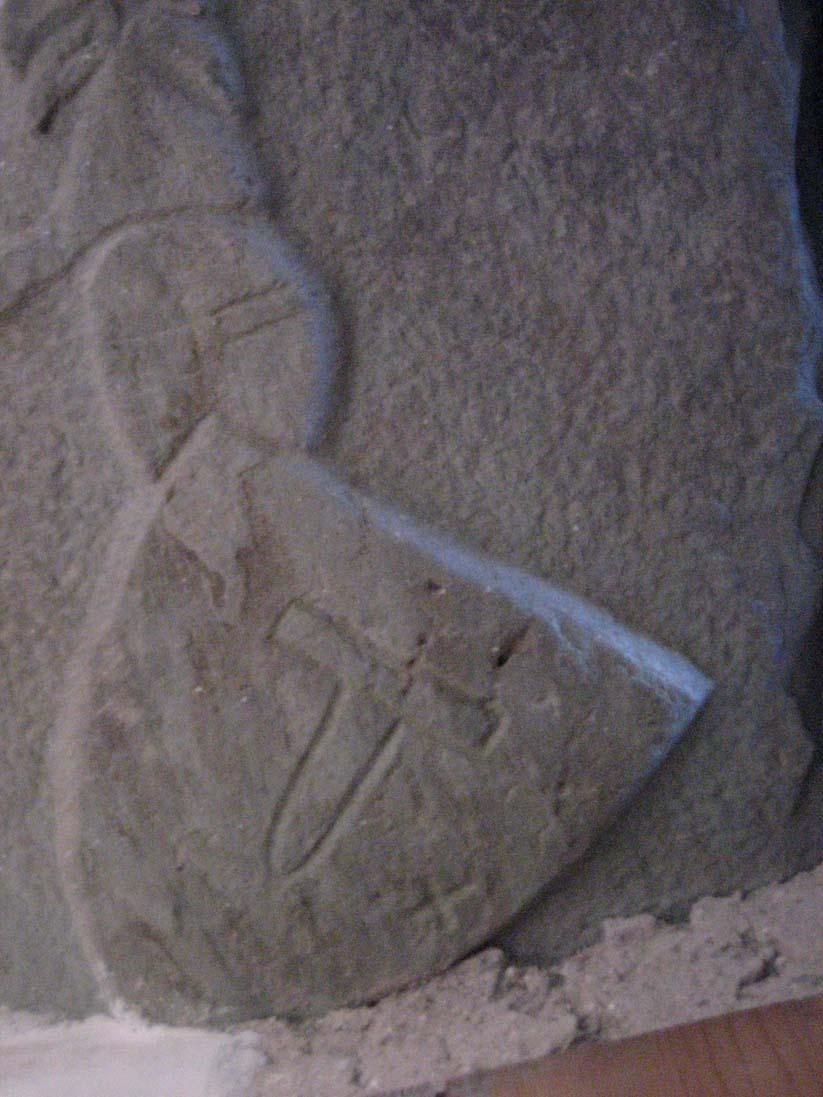
Grabplatte der von Rink aus dem 14. Jahrhundert aus der Burg Wildenberg, heute in der Kirche St. Remigius in Falera

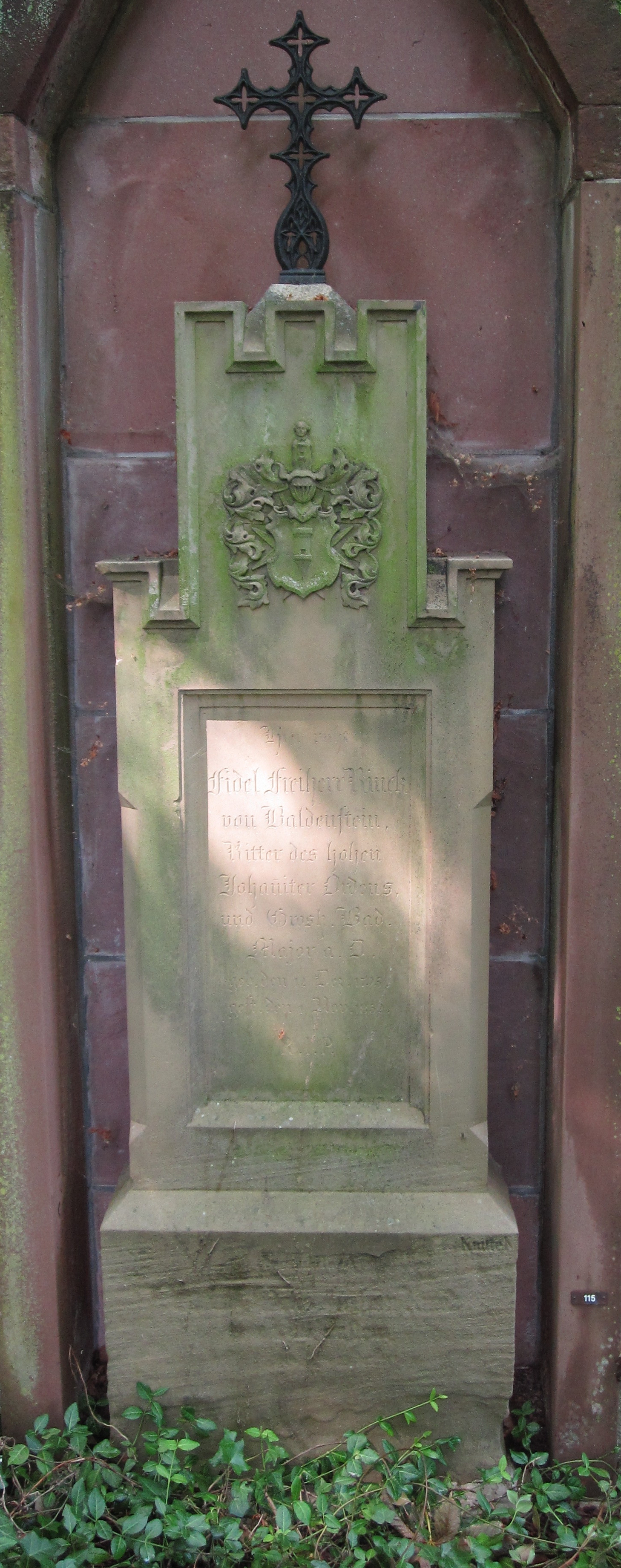
Grabstein Fidel

Die Familie Ringg stammt aus dem Oberland, bei Fellers/Fallera und hiess ursprünglich PASSEL (< lat. paxillus = Wagenlünse). Sie kaufte um 1408 die Ruine der Burg Wildenberg, die von den Herren von Sagogn gegründet worden war, und hiess sich von Wildenberg. Simon RINGG von Wildenberg  kam durch Heirat mit Margaretha von STAIN  Erbin von Baldenstein im Besitz der Burg Baldenstain. In der zweiten Hälfte des 15. Jahrhunderts war sie auch im Besitz der Burg Campell. Um 1408 war die Familie auch im Besitz der Ruine Wildenberg bei Falera. Das Schloss Untertagstein wie auch die Burg Rietberg waren ebenfalls im Besitz der Familie. Im 16. Jahrhundert verkaufte Lutz von Baldenstein seine Burg und verliess Graubünden.
Die Rink von Wildenberg besassen 1636 die Gerichtsbarkeit der Herrschaft Flaach-Volken. Gegen den Willen des Klosters verkauften die Rink 1694 das Niedergericht für 30'000 Gulden an Zürich.

## Familie
Die rätische Hochadelsfamilie stand im Spätmittelalter überwiegend im Dienst der Bischöfe von Chur. Die Familie Ringg nannte sich nach 1453 Ringg von Baldenstein (Baltennstain, Baltennstain, Baldensteyn, Baldinstain). Nach Übernahme der Herrschaft Wildenberg nannte sich ein Zweig Ringk von Wildenberg.
Das vom Herrenacker in die Frauengasse führende Ringkengässchen in Schaffhausen leitet seinen Namen vom adeligen Geschlecht der Ringk von Wildenberg ab.

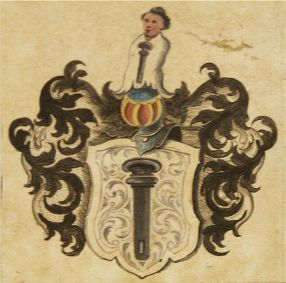
Wappen der Ringg

## Wappen
Das Wappen zeigt auf weissem Grund einen schwarzen Pflock (Lünse zum Wagenrad) mit Oese an unterem Ende. Das Wappen der Wildenberger zeigte in Silber eine schwarze Wagenlünse.

## Deutscher Zweig
Zu Anfang des 19. Jahrhunderts siedelte sich ein Zweig der Familie im Breisgau in Baden an und wurde in die Freiherrenklasse immatrikuliert.

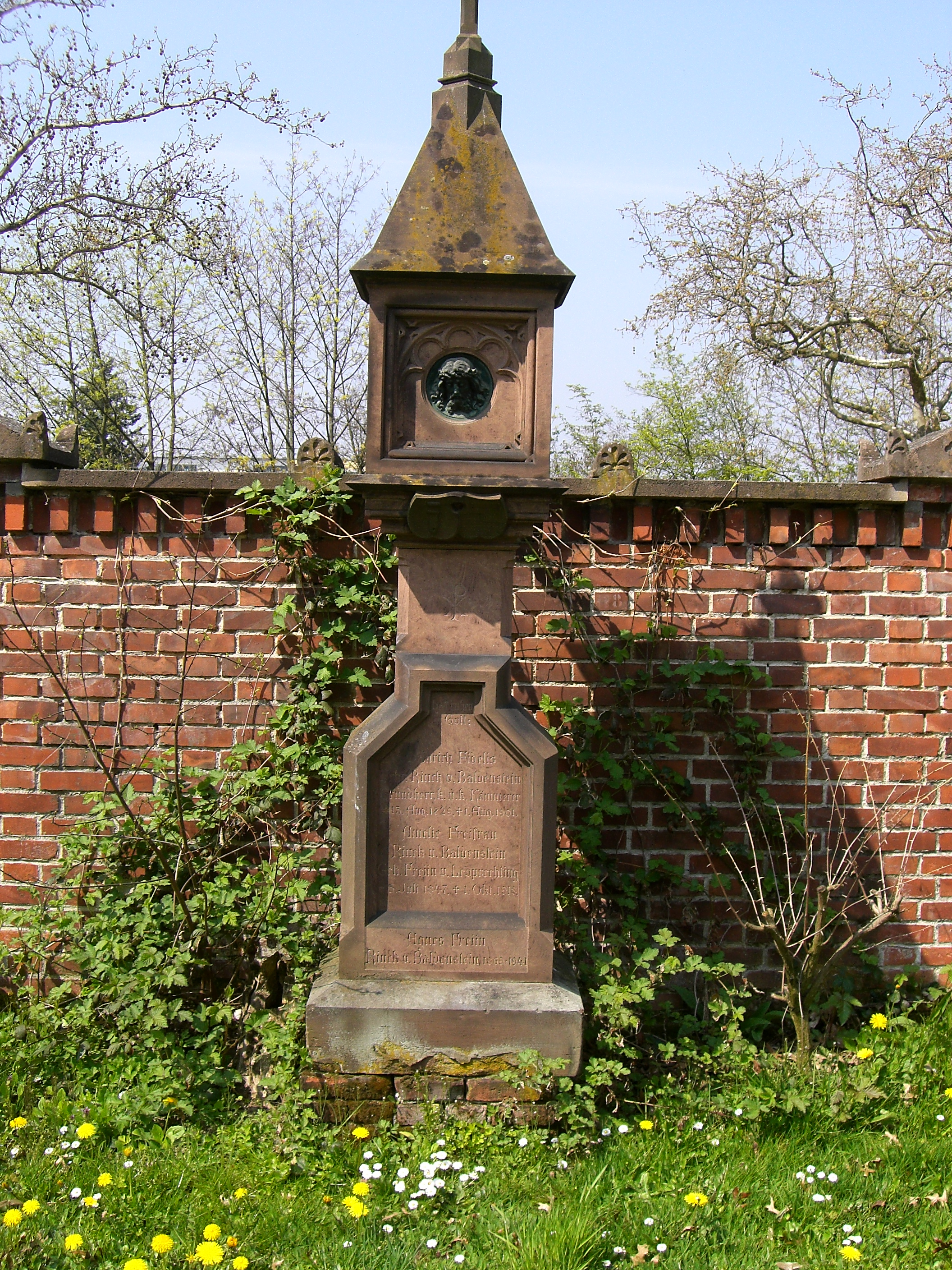
Ruhestätte von Baldenstein, Hauptfriedhof Freiburg

## Bekannte Familienmitglieder
- Junker Taniell Ring von Gampell, Besitzer Burg Campell, Sohn von Adelheid von Schauenstein.
- Hans, Anführer der Bündner in der Schamserfehde
- Wilhelm, aus dem Gotteshausbund, Teilnehmer an der Calvenschlacht 1499
- Jürg, 1524 bischöflicher Hauptmann auf der Fürstenburg im Vinschgau
- Elisabeth, † 1510, verheiratet mit Hans Werner I. von Raitenau, Vogt zu Hohentann
- Eberhard, Abt von Churwalden 1549–1561
- Hans I. Rink von Tagstain (Tagstein, Dagstein), gest. vor 1547. 1533–1535 Podesta in Traona
- Hans II. Rink von Tagstain, urkundlich erwähnt 1555 und 1572
- Katarina, 1533–1548, Äbtissin des Klosters Müstair
- Sibylla (zu Tagstain), 1597–1599, Äbtissin des Klosters Müstair

### Rink von Baldenstein
- Eberhard, Stammvater der Rink von Baldenstein
- Rudolf, Junker, um 1558

### St. Galler/Basler Zweig
- Luzius, Junker, Churwalden, verkauft die Burg 1562 an den aus dem Veltlin stammenden Adeligen Jakob Ruinelli. Teilnehmer 1566 an der eidgenössischen Tagsatzung. Vogt in Fürstenau GR. Er erwarb 1563 das Toggenburger Schlösschen Feldegg als Lehen des Fürstabts von St. Gallen
- Georg, Sohn von Lucius, Obervogt des Abtes von St. Gallen. Verh. mit Anastasia Blarer von Wartensee, der Schwester des späteren Bischofs von Basel
- Wilhelm (1566–1628), Bischof von Basel 1608–1628 (Nachfolger seines Onkels Blarer von Wartensee). Sohn des Georg
- Balthasar, Hofmeister des Bischofs von Basel. Verh. mit Juliana von Heidegg.
- Ignaz Balthasar, 1611 (1614?)–1658, Wil SG, Enkel von Georg, Vater von Franz Christoph, Theodor und Georg Wilhelm. Cousin von Wilhelm Jakob. Verh. mit Anna Maria von Flachslanden. Rat im Dienste des Abtes von St. Gallen. Kaufte 1642 das Schloss Wartegg und verkaufte das Schloss Feldegg bei Jonschwil 1643
- Georg Christoph, 1662 in der Ballei Elsass zum Ritter geschlagen
- Johann Jakob, 1752 in der Ballei Elsass aufgeschworen
- Theodora, im Jahr 1701 in der Ballei Elsass aufgeschworen
- Franz Christoph (1641–1707), 1655 Domherr in Basel, Weihbischof in Eichstätt 1684
- Theodor (1642–1710), Kastlan von Delsberg
- Georg Wilhelm (1643–1714), Rorschach. Sohn des Ignaz Balthasar. Versch. Ämter im Auftrag des Abtes von St. Gallen. Verheiratet mit Maria Elisabeth von Bernhausen
- Joseph Wilhelm (1672–1752), Delsberg, nahm versch. Ämter für den Bischof von Basel wahr (Vogt, Hofrat). Sohn von Georg Wilhelm. Verheiratet mit Maria Claudia Antonia von Ramschwag.
- Maria Claudia Antonia, getauft 1709, Tochter von Joseph Wilhelm
- Wilhelm Jakob (1624–1705), Bischof von Basel 1690–1705. Ausbauer des Fürstenspeichers in der Altstadt von Biel
- Josef Wilhelm, Bischof von Basel 1744–1762. Hatte seinen Sitz im Schloss Zwingen bei Basel. Sohn von Joseph Wilhelm
- Johann Franz Humbert (1706–1781), Domherr von Basel
- Konrad Anton Sebastian (1710–1789), Domherr von Basel
- Luzius Xaver Christoph (1722–1795), Delsberg, Sohn des Joseph Wilhelm. Hatte verschiedene Ämter für den Bischof von Basel
- Ignaz Balthasar Willibald (1721–1807), Delsberg, Bruder von Luzius Xaver. Fürst von Heitersheim. Freiherr, gest. in Heitersheim. Ab 1796 letzter Grossprior des deutschen Grosspriorats der Malteser
- Marie Victoire Madeleine (1719–1810), verh. mit Johann Friedrich Konrad von Ligerz

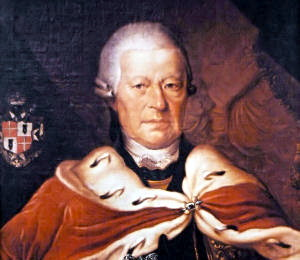
Ignaz Balthasar von Rinck zu Baldenstein; Grossprior des deutschen Malteserordens (1796–1806)

### Badener Zweig
- Karl Ignaz Heinrich Fidel (1760–1836), Geheimrat des Herzogs von Baden
- Carl Rinck von Baldenstein, Grossherzoglicher Geheimerrat a. D., zu Freiburg
- Karl Rinck von Baldenstein (1851–1923), deutscher Generalleutnant
- Werner Rinck von Baldenstein (1879–1959), deutscher Generalmajor

### Wildenberger
- Johannes, Stammvater der Rink von Wildenberg
- Caspar, von Wildenberg und von Rietberg, Sohn von Johannes. Liess sich 1520 in Schaffhausen nieder. Verh. mit Dorothea Irmansee. Er starb 1542 als Hauptmann im französischen Dienste für Franz I. bei Nantua. Hatte 3 Söhne und 2 Töchter. 1515 bischöflicher Hauptmann auf Fürstenburg im Vinschgau.
- Veith, Sohn von Johannes.
- Dietegen, geb. 1523, Sohn von Caspar. Schaffhauser Bürgermeister. Sein Sohn Wolf-Dietrich verstarb früh.
- Caspar, geb. 1530, Bruder von Dietegen. Hatte versch. Ämter in Schaffhausen.
- Diethelm, Bruder von Dietegen und Caspar. Gehört zur Munot Umbau-Kommission zusammen mit seinem Bruder Caspar.
- Conrad, Übergang der Gerichtsherrschaft je zur Hälfte 1636 bzw. 1644 an Conrad Rink von Wildenberg, Schwiegersohn des Gerichtsherm Hans Peyer-Im Thurn. Schloss Flaach Zürich.
- Johann, verkauft 1694 Schloss Flaach und Gerichtsherrschaft an den Stand Zürich.
- Johann Konrad, 1723 urkundlich erwähnt
- Dietegen, 1774 urkundlich erwähnt
- Georg Karl Rinck von Wildenberg (1794–1860), Schweizer Politiker